# 鈴木庫三
鈴木 庫三（すずき くらぞう、1894年（明治27年）1月11日 - 1964年（昭和39年）4月15日）は、日本の陸軍軍人。階級は陸軍大佐。
戦時中、情報局情報官として言論統制を行っていた人物として知られる。清沢洌曰く、「日本思想界の独裁者」。石川達三の小説「風にそよぐ葦」で出版社を支配する情報官佐々木陸軍少佐のモデルとされる。

## 略歴
茨城県真壁郡鳥羽村大字鷺島（現：筑西市明野町鷺島）の豪農、鈴木利三郎の第7子として生まれるが、生後まもなく同筑波郡田水山村大字田中（現：つくば市田中）の農家、大里菊平の養嗣子となる。高等小学校卒業後は、農業を手伝いながら帝国模範中学会で自習。
1913年（大正2年）12月、19歳で陸軍砲兵工科学校入学。1915年（大正4年）砲兵工科学校を卒業し、青森の歩兵第5連隊に赴任、まもなく盛岡の騎兵第24連隊に転任。2回の受験失敗後、1919年（大正8年）25歳で陸軍士官学校（33期）入学。陸士時代の内務班生活で古参兵による横暴や新兵を圧迫するなどの悪習が蔓延し教育機能が麻痺した状況を目撃し、内務班改革のため軍隊教育学に目を向けるようになった。
士官学校卒業後は1923年から陸軍砲工学校に通うかたわら、勤労学生として同年から日本大学法文学部予科（夜学）に通い、1925年の終了後には文学部の倫理教育学専攻に進学し1928年に首席で卒業した。さらに1930年から33年まで帝大派遣学生として東京帝国大学文学部で教育学を学び、1935年から36年にかけて陸軍の内務教育改革を主張する著書「軍隊教育学概論」を刊行。以後は将官になるためには必須とされる隊付勤務を経験せず陸軍省勤務の教育将校の道を歩み、陸軍自動車学校教官を経て、1938年（昭和13年）8月に陸軍省新聞班（のち情報部→報道部）に配属された。筆も弁も立ったという。
1940年（昭和15年）5月、内閣情報部に「新聞雑誌用紙統制委員会」が設置され、新聞・雑誌等の印刷用紙の配給割当制度が開始されると、鈴木は同委員会の幹事となり、以後陸軍の立場から事実上メディアを統制する立場に立つ。同年12月に情報部が「情報局」に改組されるが、鈴木は情報局第二部第二課の専任として「雑誌其ノ他ノ出版物ノ指導」を担当した。鈴木の情報官在任中に左翼言論の弾圧や横浜事件は発生していないが、出版社や新聞社に対し国策への協力を強く求め対立した。そのため出版関係者に憎まれ、岩波書店や講談社の社史では軍部による言論弾圧の代名詞とされているほか、当時の「中央公論」編集長畑中繁雄（1908-1998）の回想録に「中央公論社を潰してやると言われた」と書かれるなど、軍部横暴の象徴的存在とされることにつながった。石川達三は畑中の回想録を読んで「風にそよぐ葦」の構想を得たとみられている。
情報官在任中は教育将校として陸軍のパンフレット「国家総力戦の戦士に告ぐ」（1939年）など多数の大衆向けパンフレット執筆や雑誌への寄稿をこなし、さらに文藝春秋などに「国防国家」を冠した論文を掲載したり各地で精力的に講演旅行を行い、「国防国家」を流行語となるほど人口に膾炙させた。
1942年に情報局を離れ満州国ハイラルの輜重兵連隊長に転任。翌年、熊本を経て鹿児島の輜重隊長で終戦を迎えた（陸軍大佐）。
戦後は熊本で農業を営み、後に大津町に移り公民館長を務めた。夭折した娘と同じ世田谷区豪徳寺境内にある墓には「文武院憂国庫岳居士」と刻まれている。

## 著作
- 『軍隊教育学概論』1936年（昭和11年）12月25日[11]
- 『世界再建の国防国家』1940年（昭和15年）11月27日[12]
- 『教育の国防国家』1940年（昭和15年）12月5日[13]
- 『家庭国防国家問答：新体制早わかり』1941年（昭和16年）3月1日[14]

## 鈴木庫三を演じた俳優
映画
- 岡田茂『風にそよぐ葦』（1951年、東横映画）

役名は倉村少佐。出演予定だった木村功がギャラ問題で降板したため、進行主任だった岡田が急遽演じた